# 傅英杰
傅英杰（1925年1月—2017年3月22日），河北省青县人，中国人民解放军少将。

## 生平
傅英杰是河北省青县人，生于1925年1月。1938年3月，参加中国共产党领导的革命工作。1939年9月入伍。1942年1月加入中国共产党。历任科长、处长、副局长、局长等职。后来担任中国人民解放军总参谋部技术侦察部政治委员。离休后为正军职离休干部。他是第七届全国人大代表。
2017年3月22日，傅英杰在北京病逝，享年92岁。